# خولیو کورتاسار
خولیو کورتاسار (اسپانیایی: Julio Cortázar‎; زاده ۲۶ اوت ۱۹۱۴ در بروکسل – درگذشته ۱۲ فوریه ۱۹۸۴ در پاریس) نویسنده رمان و داستان کوتاه آرژانتینی بود.
او یک نسل از نویسندگان آمریکای لاتین، از مکزیک تا آرژانتین را تحت تأثیر قرار داد. بخش بزرگی از بهترین و شناخته شده‌ترین کارهایش را در فرانسه نوشت. جایی که در سال ۱۹۵۱ در آن شروع به کار کرد.
وی یکی از بارورترین، متعهدترین و جهانی‌ترین نویسندگان آمریکای لاتین است که از ایشان با اصطلاح «بوم - Boom» یاد می‌شود. همچنین منتقدان ادبی از کورتاسار به عنوان یکی از نویسندگان شاخص دهه ۱۹۶۰ نام می‌برند.
دهه‌ای که اوج شکوفایی ادبیات آمریکای لاتین در قرن بیستم محسوب می‌شود و علاوه بر کورتاسار، خاستگاه نام‌ها و چهره‌های ادبی ماندگاری چون: گابریل گارسیا مارکز، ماریو بارگاس یوسا، کارلوس فوئنتس، خوان کارلوس اونتی، گیلرمو کابررا اینفانته، آلخو کارپانتیه، خوان رولفو، آدولفو بیوئی کاسارس، ادواردز، خوسه دونوسو و عده‌ای دیگر در تاریخ ادبیات جهان است، که هسته و بانی اصلی رشد ادبیات و در کنار آن صنعت نشر کتاب در این منطقه از جهان و نیز جلب توجه منتقدین ادبی و استعدادهای جوان و جویای نام سراسر زمین به این قاره و ادبیات شاخص آن گردید.

## اوان زندگی

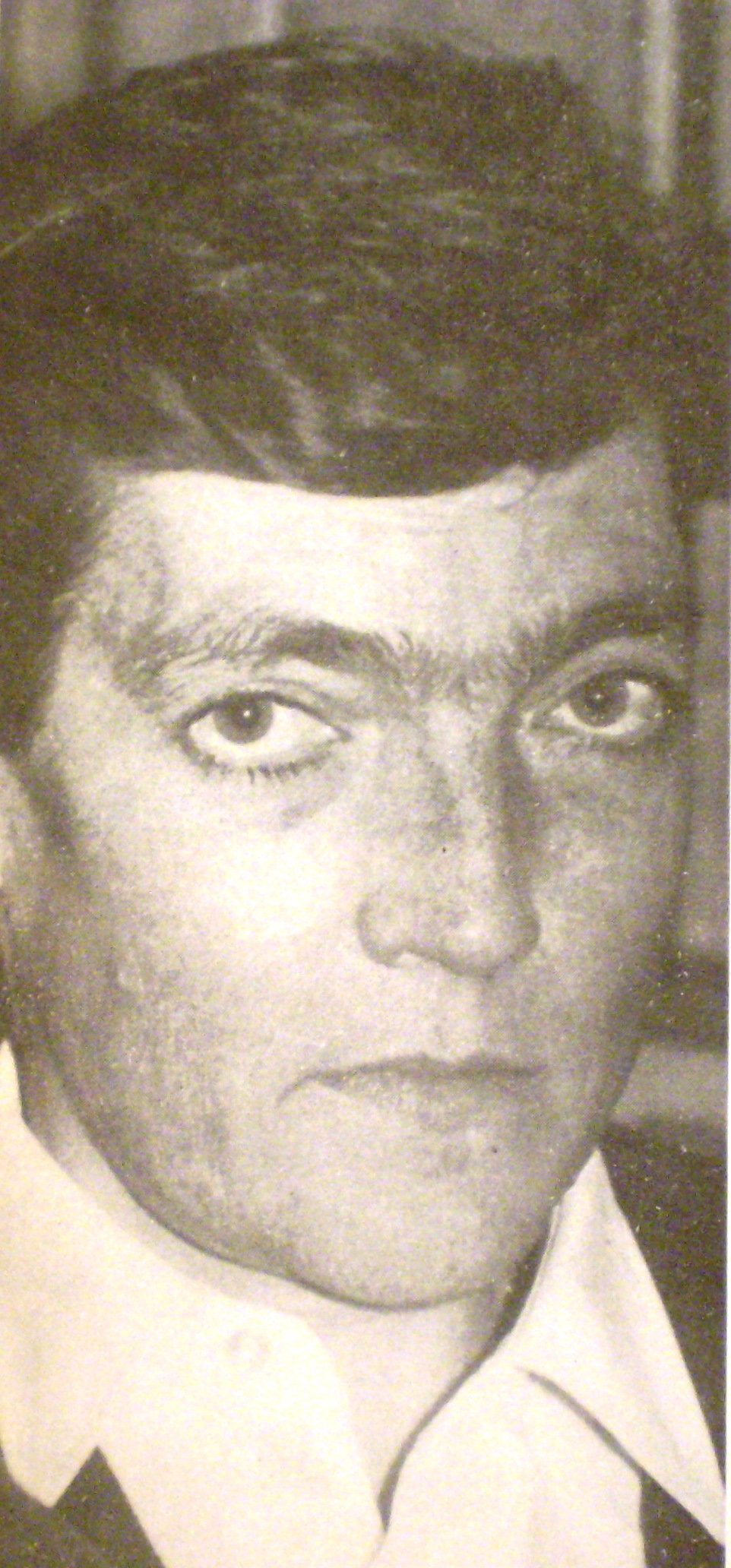
تصویری از کورتاسار

خولیو کورتاسار که هنگام تولد ژول فلورنسیو کورتاسار نامیده شد، در سال ۱۹۱۴ در پایتخت بلژیک و در ماه‌های آغازین جنگ جهانی اول از پدر و مادری آرژانتینی متولد شد. پدرش، خولیو خوزه کورتاسار و مادرش ماریا هرمنیا دسکوته بود. در سال ۱۹۱۳ از آرژانتین به بلژیک نقل مکان کردند. هر دو آن‌ها آرژانتینی بودند.. او خود می‌گوید: «تولد من محصول دیپلماسی و توریسم بود».
کورتاسار کمی پس از تولد به همراه پدر و مادرش به منظور پیوستن به والدین ماریا هرمنیا، به سوییس نقل مکان کردند. ویکتوریا گابل (که یک شهروند آلمانی بود) و دسکوته، (که یک شهروند فرانسوی بود.) در آن زمان در بلژیک به فرانسوی‌ها روی خوش نشان داده نمی‌شد. به همین خاطر به‌هم‌پیوستن خانواده باید در یک سرزمین بی‌طرف صورت می‌گرفت. خانواده کورتاسار به مدت دو سال ابتدا در زوریخ و سپس ژنو اقامت داشته و سپس، پس از اقامت کوتاهی در بارسلونا به بوئنوس آیرس بازگشت.
پس از بازگشت به آرژانتین، خولیو خوزه کورتاسار و ماریا هرمنیا ابتدا به‌طور غیررسمی از هم جدا شده و چند سال بعد رسماً طلاق گرفتند.. کورتاسار بیشتر دوران کودکی خود را در بن‌فیلد، محله‌ای در حومه جنوبی بوئنوس آیرس، با مادر و خواهر کوچکترش سپری نمود. حیات‌خلوت خانه بن‌فیلد، بعدها منبع الهام بعضی از داستان‌های او شد. علی‌رغم این حقیقت، او در نامه‌ای به گارسیلا م. د سولا (به تاریخ ۴ دسامبر، ۱۹۶۳) این دوره از زندگی‌اش را به عنوان دورانی سراسر «بیگاری، زودرنجی مفرط، و توأم با اندوهی عمیق و مکرر» توصیف کرده‌است. مادرش که نقش اصلی را در انتخاب کتاب‌هایی که او می‌خواند بر عهده داشت درباره او چنین می‌گوید: «او پسر مریض‌احوالی بود که بخش اعظم کودکیش را در رختخواب سپری می‌کرد.» او همچنین از اشتیاق و توجه پسرش نسبت به کتاب‌های ژول ورن یاد می‌کند کسی که کورتاسار تا پایان عمر دست از تحسینش بر نداشت. او در مجله پلورال (شماره ۴۴، مکزیکو سیتی، مه ۱۹۷۵) می‌نویسد: «کودکی من در هاله‌ای انباشته از ارواح خبیثه و شیاطین گذشت با احساسی از زمان و مکان یکسره متفاوت از دیگران.»
بنا به گفته نویسنده، او در ۹ سالگی اولین رمان خود را می‌نویسد! خولیو که از استعداد ادبی سرشاری بهره‌مند است، اشعاری نیز می‌سراید که رفتار بد خانواده به گمان اینکه این اشعار را از جایی کپی کرده‌است، تأثیر سوئی بر وی می‌گذارد. در ۱۹۳۲ دیپلم خود را دریافت می‌کند و با مطالعه «افیون» اثر ژان کوکتو برداشت وی از ادبیات کاملاً دگرگون می‌گردد.

## آموزش و پرورش و آموزش شغلی
کورتاسار در ۱۸ سالگی به عنوان آموزگار در مدرسه ابتدایی مشغول به کار شد (در آن زمان معلم‌ها پس از اخذ دیپلم دبیرستان و سپری کردن چند دوره و امتحان انتخاب می‌شدند) گرچه کورتاسار هرگز موفق به اتمام تحصیلاتش در رشته زبان و فلسفه در دانشگاه بوئنوس آیرس نشد، ولی به عنوان آموزگار در دبیرستان‌های شهرستان‌های مختلف تدریس می‌کرد. در ۱۹۳۸ مجموعه‌ای از غزلیات با نام مستعار خولیو دنیس منتشر کرد. او بعدها منکر این اثر شد. در مصاحبه‌ای با تلویزیون اسپانیا در سال ۱۹۷۷ کورتاسار اعلام کرد انتشار اثر یاد شده تنها تخطی او از اصلی بوده که برای خود وضع کرده بود اصلی که بر اساس آن از چاپ یک اثر مادامی که متقاعد نشده باشد که آنچه در اثر گفته شده حقیقتاً همان چیزی است که منظور داشته‌است خودداری کند.
در ۱۹۴۴ به عنوان استاد ادبیات فرانسه در دانشگاه ملی کیو (Cuyo) مشغول به کار می‌شود. در ۱۹۴۹ نمایشنامه پادشاهان را بر اساس اسطوره تسئوس و مینوتور به رشته تحریر درمی‌آورد.
در ۱۹۴۴ به تحصیل ادبیات فرانسه در دانشگاه سرگرم می‌شود و سال بعد با روی کار آمدن خوان پرون در آرژانتین به مخالفت علنی با او و سیاست‌های ضدمردمی‌اش می‌پردازد و هم‌زمان اولین مجموعه داستان کوتاه خود را با عنوان «ساحل دیگر» انتشار می‌دهد. در سال ۱۹۴۶ داستان «خانه اشغال‌شده» را در مجله «رئالیداد» به مدیریت خورخه لوئیس بورخس چاپ می‌کند.
کورتاسار اولین رمان خود را در سال ۱۹۴۹ با نام «تفریحی» می‌نویسد، رمانی که در واقع پیش‌درآمدی بر رمان ماندگار «رایوئلا» ی اوست. البته رمان «تفریحی» به همراه رمان دیگری با نام «امتحان» که در ۱۹۵۰ آن را می‌نویسد، هر دو در سال ۱۹۸۶، یعنی دو سال پس از مرگ نویسنده، منتشر می‌شوند.

## سال‌های در فرانسه
در سال ۱۹۵۱، کورتاسار، که از مخالفان دولت خوان دومینگو پرون بود به فرانسه مهاجرت کرد، جایی که باقی عمر و زندگی حرفه‌ای‌اش را در آن سپری کرد. از ۱۹۵۲ به بعد، وی برای سازمان یونسکو به عنوان مترجم کار می‌کرد. از پروژه‌هایی که کورتاسار بر آن‌ها کار کرد می‌توان ترجمه اسپانیایی رابینسون کروزو، داستان «خاطرات هادرین» نوشته مارگریت یورسنار، و داستان‌هایی از ادگار آلن پو را نام برد. او از آثار آلفرد ژاری و کنت د لاترمون تأثیر بسیار گرفت. کورتاسار بخش عمده‌ای از آثارش را در پاریس به رشته تحریر در آورد. در سال‌های بعد، او به‌طور فعال در مخالفت با سوءاستفاده از حقوق بشر در امریکای لاتین تلاش کرد، و از طرفداران انقلاب ساندینیستا در نیکاراگوئه بود.
در ۱۹۵۳ پس از گذشت دو سال از دریافت بورس تحصیلی دولت فرانسه برای ادامه تحصیل در پاریس و شروع به کار در سازمان یونسکو، با «آئورورا برناردِس» ازدواج می‌کند. سال بعد به هنگام حضور در اجلاس عمومی یونسکو در مونته ویدئو - اروگوئه - و اقامت در هتل سروانتس این شهر بارها با خورخه لوئیس بورخس دیدار و گفتگو می‌کند، هتلی که بعداً به عنوان محل شکل‌گیری ماجرای داستان کوتاه موفقی به نام «در قفل‌شده» مورد استفاده‌اش قرار می‌گیرد.
داستان بلند «ظالم» که در مجموعه‌ای تحت عنوان «نیروهای نظامی مخفی» به سال ۱۹۵۹ منتشر می‌گردد با استقبال چشمگیری روبرو شده، از آن همچون نقطه عطف داستان‌های کورتاسار یاد می‌گردد. او خود می‌گوید: «من در این داستان شکلی از نوع بشر را به میان کشیدم که بعداً این دیدگاه‌ام از انسان را در داستان “جایزه‌ها” و پس از آن تکامل یافته‌اش را در “رایوئلا” بسط دادم.» کورتاسار در ۱۹۶۱ طی دیداری که از کوبای انقلابی به رهبری فیدل کاسترو انجام می‌دهد، بیشتر از پیش به مسائل سیاسی علاقه‌مند می‌شود. در ۱۹۶۲ کتابی از وی به چاپ می‌رسد که برای همیشه او را در مقام یک استاد بلامنازع داستان نویسی در تاریخ ادبیات می‌نشاند. در تأیید صحت این ادعا همین بس که امروز «داستان‌های زمزمه نگارها و باورها» در فهرست آثار برگزیده ادبی قرن بیستم قرار گرفته‌است.
کورتاسار سه بار ازدواج کرده بود، با آئورا برناندز، اوگنه کارولیس، و سرانجام کارول دونلوپ. او در پاریس به سال ۱۹۸۴ درگذشت و در گورستان مون‌پارناس، در کنار کارول دونلوپ به خاک سپرده شد. علت مرگ او ابتلا به سرطان خون گزارش شده‌است.

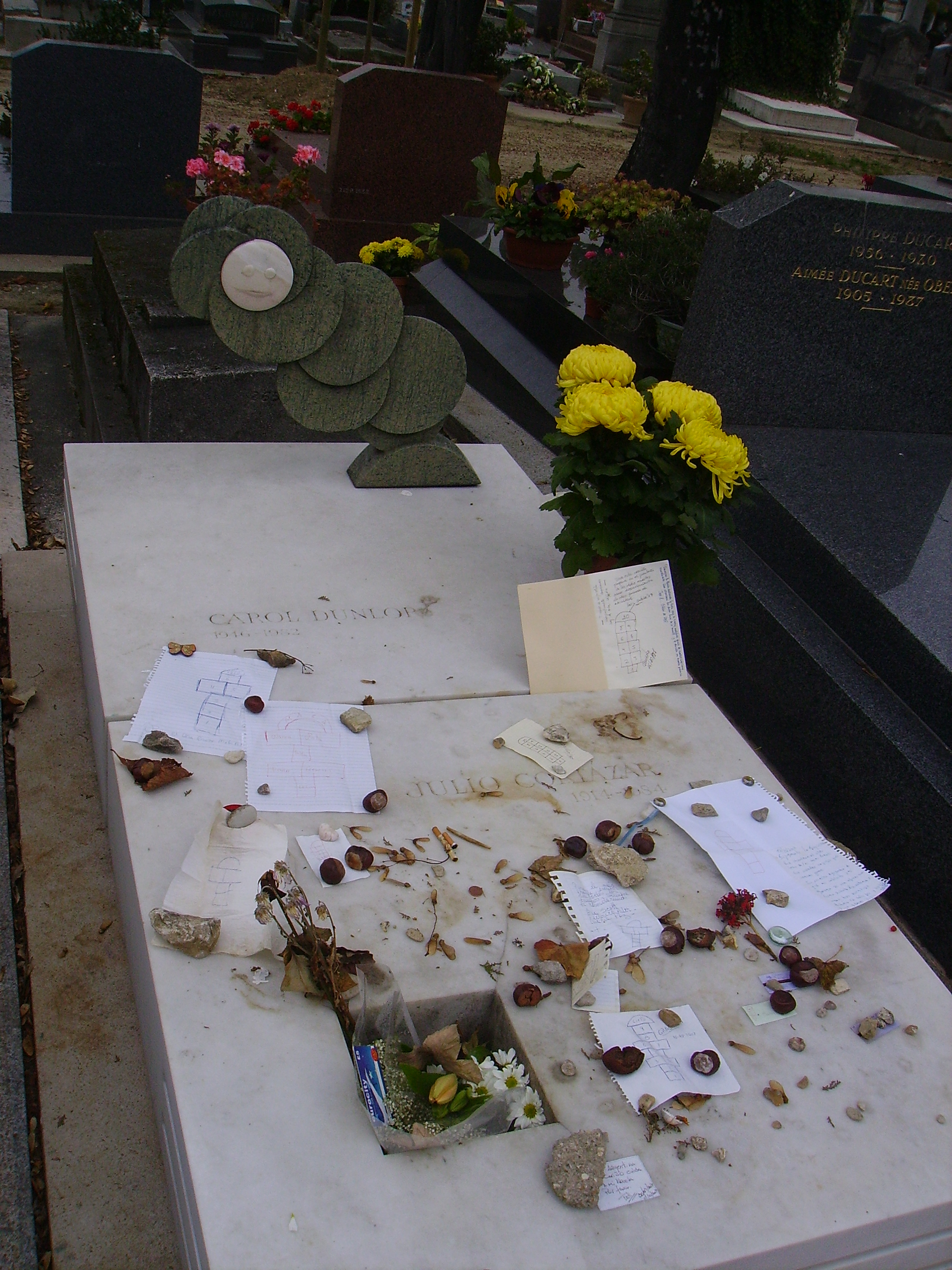
آرامگاه کورتاسار در مون‌پارناس، فرانسه

## کار و میراث
بی‌شک خولیو کورتاسار یکی از قطب‌های اصلی گروه نویسندگان آمریکای لاتین ملقب به بوم است. «داستان‌های زمزمه نگارها و باورها» مجموعه‌ای بی‌مانند از یادداشت‌هایی پیرامون عادات و رفتارهای زندگی روزمره‌است، که در آن کورتاسار با پرداختن به موضوعاتی پیش‌پا افتاده و سطحی و حتی بی‌فایده، زیرکی و ذکاوت نگاهش را به مسئله طنز یا صراحت نوشته‌هایش به رخ می‌کشد. خودش در این مورد می‌گوید: «نویسنده واقعی کسی است که برای نوشتن چله کمانش را تا آخر بکشد و تیرش را رها کند، بعد هم کمانش را از میخی آویزان کند و راحت برود با دوستانش بنوشد! تیر دیگر خود در هوا جلو می‌رود، حالا یا به هدف می‌زند یا نمی‌زند. فقط احمق‌ها می‌توانند ادعای تغییر دادن مسیر تیر را داشته باشند یا به امید ابدی شدن و انتشار به چندین زبان، دنبالش بدوند و هل‌اش بدهند تا به هدف بخورد!»
اما کورتاسار با انتشار «رایوئلا» در سال ۱۹۶۳ نگاه منتقدان ادبی را به سوی خود جلب کرد و دوستداران آثارش در مدت کوتاهی تعداد ۵۰۰۰ نسخه از اثر تازه منتشر شده‌اش را خریداری کردند. در سال‌های پس از انتشار این رمان استثنایی قریب به اتفاق منتقدین آثار ادبی بر این باور بودند که همه نویسندگان آمریکای لاتین در دهه‌های شصت و هفتاد قرن گذشته به نوعی از آن تأثیر گرفته‌اند.
کورتاسار داستان‌های کوتاه متعددی نگاشت که در مجموعه‌هایی تحت عناوین (Bestiario) (۱۹۵۱)، پایان بازی (۱۹۵۶)، و سلاح‌های اسرارآمیز (۱۹۵۹) چاپ شده‌است. مجموعه‌ای از داستان‌های کورتاسار با انتخاب و ترجمه پُل بلک‌بُرن به زبان انگلیسی تحت عنوان آگراندیسمان و چند داستان دیگر (۱۹۶۷) (blow-up and other storied) توسط انتشارات پانتئون بوکز منتشر شد. عنوان این مجموعه برگرفته از فیلمی به همین نام از میکل آنجلو آنتونیونی است (۱۹۶۷)، که با الهام از داستان کورتاسار به عنوان las babas do Diablo ساخته شده‌است.
جیانینا براشی داستان‌نویس پورتوریکویی نیز داستان کورتاسار را به عنوان مطلع فصلی از کتاب دوزبانه‌اش به نام «Yo - Yo Boing» استفاده کرده‌است (۱۹۹۸). فیلم «آخر هفته» ژان لوک گدار محصول دهه ۶۰ نیز متأثر از داستانی دیگر از کورتاسار با نام «بزرگراه جنوبی» la autopista del sur ساخته شده‌است. داستان «تعقیب‌کننده» el perseguidor براساس داستان زندگی چارلی پارکر نوازنده جاز نگاشته شده‌است.
از کورتاسار چندین رمان نیز منتشر شده که از آن میان می‌توان به «جایزه‌ها» (los premios، ۱۹۶۰)، «رائیولا یا بازی لی‌لی» (Rayuela، ۱۹۶۳)، «تفنگ اسباب بازی: ۶۲» (۶۲ modelo para armar، ۱۹۶۸)، و «دستورالعملی برای مانوئل» (libro de manuel، ۱۹۷۳) اشاره کرد.
این کتاب‌ها توسط گرگوری رباسا به انگلیسی برگردانده شده‌اند. ساختار پایان باز رائیولا ساختاری که خواننده را به انتخاب میان مطالعه به شیوه خطی یا غیرخطی مخیر می‌سازد از سوی سایر نویسندگان آمریکای لاتین از جمله کارلوس فوئنتس، گابریل گارسیا مارکز، ماریو بارگاس یوسا و خوزه لیما مورد تحسین واقع شده‌است. گرچه تک‌گویی‌های درونی و جریان سیال ذهن کورتاسار وام‌گرفته از جیمز جویس و سایر مدرنیست‌ها است ولی مهمترین منابع تأثیرپذیری او بی‌شک عبارتند از سوررئالیسم، رمان نوی فرانسه و بداهه‌پردازی زیبایی‌شناسانه موسیقی جاز.
کورتاسار در داستان رائیولا مکرراً به کوراتت اسکندریه نوشته لارنس دورل ارجاع می‌دهد. نگاشتن رمان یاد شده توسط کورتاسار هم‌زمان بود با ترجمه کوارتت اسکندریه به زبان اسپانیایی توسط نخستین همسرش آئورا برناردز.
از کورتاسار اشعار، نمایشنامه‌ها و آثار غیرداستانی چندی نیز به جا مانده‌است. او همچنین کتاب ادگار آلن پو با عنوان «داستان آرتور گوردون پیم اهل نانتوکت» (نوشته در ۱۸۳۸) را به اسپانیایی ترجمه کرد (narraction de Arthur Gordon pym).
آخرین اثر کورتاسار اثری است مشترک با سومین همسرش کارول دالوپ به نام «مسافران بزرگراه» که به لحن طنز حماسی سفر طولانی این زن و شوهر را در مسیر پاریس–مارسی به همراه کاروان فولکس واگنی با نام مستعار نام فافنر روایت می‌کند.
در بوئنس آیرس یک مدرسه، کتابخانه عمومی و همچنین میدانی در همسایگی پالرمو به نام کورتاسار نامگذاری شده‌است. این میدان به عنوان مرکز گرایش‌های هنری و غیرمتعارف (بوهمایی) شهر با زندگی شبانه فعال شناخته می‌شود که از آن با نام‌های پلازا سِرانو یا پالرمو سوهو نیز یاد می‌شود.
در سال ۲۰۰۷ برتراند دلانوئه شهردار پاریس میدان کوچکی در جزیره سنت لوئیس را به افتخار کورتاسار به نام او نامگذاری نمود.
انتشارات دانشگاه دوک پس از انتشار رمان کورتاسار، مجله‌ای ادبی به عنوان «رائیولا: یک بازبینی فرهنگی» منتشر ساخت.
کورتاسار به عنوان نویسنده، روشنفکر و آزادیخواه، علاوه بر کوبا از کشورهایی که نیروهای انقلابی در آن‌ها به قدرت رسیده بودند، دیدن کرد، از جمله: ویتنام ۱۹۶۹، شیلی به دعوت رسمی دولت سالوادور آلنده ۱۹۷۰ و نیکاراگوآ پس از پیروزی ساندینیستا ۱۹۷۹.
میزان اعتبار جهانی کورتاسار تا آن‌جا بود که در سال ۱۹۸۱ با به روی کار آمدن فرانسوا میتران در فرانسه، به عنوان اولین اقدام دولت جدید، در ۲۴ ژوئیه همان سال به کورتاسار ملیت فرانسوی اعطا کرد.

## آثار قابل توجه
- حضور (۱۹۴۰)
- کینگز (۱۹۴۹)
- سؤال از (۱۹۵۰، اولین بار در سال ۱۹۸۵ منتشر شد)
- Bestiary (۱۹۵۱)
- پایان بازی‌ها (۱۹۵۶)
- سلاح‌های مخفی (۱۹۵۹)
- جوایز (قهرمان) (۱۹۶۰)
- Cronopios و Famas (۱۹۶۲)
- Rayuela (بازی لی لی) (۱۹۶۳)
- همه آتش آتش (۱۹۶۶)
- عکس بزرگ شده و دیگر داستان (۱۹۶۸)

در اصل به عنوان پایان بازی‌ها و دیگر داستان در سال ۱۹۶۷ منتشر شد
تلفیقی از داستان‌ها از کتاب‌های اسپانیایی پایان بازی‌ها و سلاح‌های مخفی ترجمه 
- سفری یک‌روزه در هشتاد دنیا (La vuelta al día en ochenta mundos) (۱۹۶۷) (مجموعه‌ای از داستان، مقاله و شعر)
- ۶۲: کیت مدل (۶۲ مدل سوار) (۱۹۶۸)
- تاریخ و زمان آخرین دور (تاریخ و زمان آخرین دور اول) (۱۹۶۹)
- تأملات در رصدخانه (۱۹۷۲)
- کتاب مانوئل (۱۹۷۳)
- اتاقک مورلی (۱۹۷۳)
- جسم هشت‌وجهی (۱۹۷۴) (مجموعه داستان)
- فانتوم‌ها علیه خفاش‌های چند ملیتی(۱۹۷۵)
- سیلوالاندیا (۱۹۷۵)
- کسی از آنجا می‌گذرد (۱۹۷۷) (مجموعه داستان)
- سرزمین (۱۹۷۸)
- کسی به نام لوکاس (۱۹۷۹)
- گلندا را بسیار دوست می‌دارم (۱۹۸۰) (مجموعه داستان)
- بی وقتی‌ها (۱۹۸۲) (مجموعه داستان)
- اوتونائوت‌های کوسموروت (Los autonautas de la cosmopista)
- نیکاراگوآی بی‌نهایت عزیز (۱۹۸۳)
- تفریح (۱۹۸۶)
- خاطرات آندرس فاوا (خاطرات آندرس فاوا) (۱۹۹۵)
- Adiós رابینسون (۱۹۹۵)
- ذخیره و فلق نجومی (۱۹۹۷)
- نامه‌ها (سه جلد) (۲۰۰۰)
- نقش غیر مترقبه (۲۰۰۹)

## برای مطالعهٔ بیشتر
انگلیسی
- Julio Cortázar (Modern Critical Views) / Bloom, Harold. , ۲۰۰۵
- Mothers, lovers, and others: the short stories of Julio Cortázar / Schmidt-Cruz, Cynthia. , ۲۰۰۴
- Julio Cortázar (Bloom's Major Short Story Writers) / Bloom, Harold. , ۲۰۰۴
- Understanding Julio Cortázar / Standish, Peter. , ۲۰۰۱
- Questions of the liminal in the fiction of Julio Cortázar / Moran, Dominic. , ۲۰۰۰
- Critical essays on Julio Cortázar / Alazraki, Jaime. , ۱۹۹۹
- Julio Cortázar: new readings / Alonso, Carlos J. , ۱۹۹۸
- Julio Cortázar: a study of the short fiction / Stavans, Ilan. , ۱۹۹۶
- The politics of style in the fiction of Balzac, Beckett, and Cortázar / Axelrod, Mark. , ۱۹۹۲
- The contemporary praxis of the fantastic: Borges and Cortázar / Rodríguez-Luis, Julio. , ۱۹۹۱
- Julio Cortázar's character mosaic: reading the longer fiction / Yovanovich, Gordana. , ۱۹۹۱
- Julio Cortázar (Twayne World Authors Series) / Peavler, Terry. , ۱۹۹۰
- Julio Cortázar: life, work and criticism / Carter, E. Dale. , ۱۹۸۶
- The novels of Julio Cortázar / Boldy, Steven. , ۱۹۸۰

اسپانیایی
- Discurso del Oso / children's book illustrated by Emilio Urberuaga, Libros del Zorro Rojo, ۲۰۰۸
- Imagen de Julio Cortázar / Claudio Eduardo Martyniuk. , ۲۰۰۴
- Julio Cortázar desde tres perspectivas / Luisa Valenzuela. , ۲۰۰۲
- Otra flor amarilla: antología: homenaje a Julio Cortázar / Universidad de Guadalajara. , ۲۰۰۲
- Julio Cortázar / Cristina Peri Rossi. , ۲۰۰۱
- Julio Cortázar / Alberto Cousté. , ۲۰۰۱
- La mirada recíproca: estudios sobre los últimos cuentos de Julio Cortázar / Peter Fröhlicher. , ۱۹۹۵
- Hacia Cortázar: aproximaciones a su obra / Jaime Alazraki. , ۱۹۹۴
- Julio Cortázar: mundos y modos / Saúl Yurkiévich. , ۱۹۹۴
- Tiempo sagrado y tiempo profano en Borges y Cortázar / Zheyla Henriksen. , ۱۹۹۲
- Cortázar: el romántico en su observatorio / Rosario Ferré. , ۱۹۹۱
- Lo neofantástico en Julio Cortázar / Julia G Cruz. , ۱۹۸۸
- Los Ochenta mundos de Cortázar: ensayos / Fernando Burgos. , ۱۹۸۷
- En busca del unicornio: los cuentos de Julio Cortázar / Jaime Alazraki. , ۱۹۸۳
- Teoría y práctica del cuento en los relatos de Cortázar / Carmen de Mora Valcárcel. , ۱۹۸۲
- Julio Cortázar / Pedro Lastra. , ۱۹۸۱
- Cortázar: metafísica y erotismo / Antonio Planells. , ۱۹۷۹
- Es Julio Cortázar un surrealista? / Evelyn Picon Garfield. , ۱۹۷۵
- Estudios sobre los cuentos de Julio Cortázar / David Lagmanovich. , ۱۹۷۵
- Cortázar y Carpentier / Mercedes Rein. , ۱۹۷۴
- Los mundos de Julio Cortázar / Malva E Filer. , ۱۹۷۰
- Yo y Cortázar / Christina Perri Rossi, ۲۰۰۱